# Lycka (mark)
Lycka är en inhägnad bit brukad jordbruksmark, åker eller äng, vilken ligger på något avstånd från huvudgården eller det ställe, där ägaren bor. I Småland har en lycka en långsmal form, till skillnad från en horva som är mer kretslik.
Ortnamn bildade med -lycka eller andra ägonamnsbeteckningar kan avslöja tidigare användningsområden för marken, som till exempel Snuslyckan i Tolgs socken. Ordet lycka har samma ursprung som det gammelnorska ordet lykkja och det danska løkke.

## Exempel på lyckor
- Kråkelyckan i Lund
- Studentlyckan i Lund
- Gastelyckan i Lund
- Stampelyckan i Lund
- Papegojelyckan i Lund
- Lyckan, Göteborg
- Alelyckan i Göteborg
- Tredenborgslyckan i Tredenborg, Sölvesborgs kommun
- Ebbalycke, i Sölvesborgs kommun